# Wayback Machine
Wayback Machine er et digitalt arkiv af World Wide Web, der finansieres af Internet Archive, en nonprofit-organisation fra San Francisco. Grundlæggerne, Brewster Kahle og Bruce Gilliat, udviklede Wayback Machine med henblik på at give "universal adgang til al viden" ved at bevare kopier af hedengangne hjemmesider.
Siden Wayback Machine blev lanceret i 2001, er over 525 milliarder sider blevet føjet til arkivet (per januar 2021). Servicen har igangsat debat om det er piratkopiering at bevare en hjemmeside uden ejerens tilladelse.